# Liste der Kulturdenkmale in Naumburg (Saale)
In der  Liste der Kulturdenkmale in Naumburg (Saale) sind alle Kulturdenkmale der Kernstadt Naumburg (Saale) aufgelistet. Grundlage ist das Denkmalverzeichnis des Landes Sachsen-Anhalt, das auf Basis des Denkmalschutzgesetzes des Landes Sachsen-Anhalt vom 21. Oktober 1991 durch das Landesamt für Denkmalpflege und Archäologie Sachsen-Anhalt erstellt und seither laufend ergänzt wurde (Stand: 31. Dezember 2024).

## Kulturdenkmale nach Ortsteilen

### Naumburg (Saale)

#### Stadtbefestigung
| Lage                              | Bezeichnung | Beschreibung | Erfassungs- nummer | Ausweisungsart | Bild           |
| --------------------------------- | ----------- | ------------ | ------------------ | -------------- | -------------- |
| Georgenstraße 5 (Karte)           | Stadttor    | Georgentor   | 094 83273          | Baudenkmal     | Weitere Bilder |
| Marienmauer (Karte)               | Stadtmauer  | Marienmauer  | 094 80730          | Baudenkmal     | Stadtmauer     |
| Postring 15 (Karte)               | Stadttor    | Marientor    | 094 16307          | Baudenkmal     | Weitere Bilder |
| Jakobsmauer, Jakobsring (Karte)   | Stadtmauer  | Jakobsmauer  | 094 80822          | Baudenkmal     | Weitere Bilder |
| Wenzelsmauer, Wenzelsring (Karte) | Stadtmauer  |              | 094 80712          | Baudenkmal     | Weitere Bilder |

#### Domfreiheit
| Lage | Bezeichnung             | Beschreibung | Erfassungs- nummer | Ausweisungsart                   | Bild           |
| --- | ----------------------- | --- | ------------------ | -------------------------------- | -------------- |
| Ägidiengasse, Brunnengasse, Domplatz, Dompredigergasse, Freyburger Straße, Georgenmauer, Georgenstraße, Hinter dem Dom, Lindenring, Neuer Steinweg, Neumauer, Othmarsweg, Probstei, Seilergasse, Steinweg, Webergasse, Windmühlenstraße (Karte) | Stadtviertel            | Domfreiheit | 107 05063          | Denkmalbereich                   | Weitere Bilder |
| Ägidiengasse 1, 2, Domplatz 8 (Karte) | Ägidienkurie            | Baukomplex entlang der Ägidiengasse am Domplatz: turmartige Kapelle mit zwei Geschossen, frühes 13. Jahrhundert, im Obergeschoss Reste der romanischen Ausmalung | 094 83826          | Baudenkmal                       | Weitere Bilder |
| Brunnengasse 1 bis 18, Windmühlenstraße 1, 3, 5 (Karte) | Straßenzug              | Straßenzug | 094 83250          | Teilobjekt eines Denkmalbereichs | Weitere Bilder |
| Domplatz 1, 1a, 2 bis 8, 10, 12a, 14, 16/17, 19, 20, Georgenmauer 5b, Neuer Steinweg 1 (Karte) | Platz                   | Platz | 094 83834          | Teilobjekt eines Denkmalbereichs | Weitere Bilder |
| Domplatz (Karte) | Brunnen                 | Der Ekkehard-Brunnen befindet sich östlich des Doms und besitzt ein achteckiges Becken. An der Außenwand befindet sich spätgotisches Blendwerk welches vermutlich nach 1532 geschaffen wurde. Angelehnt an die Stifterfigur im Domwestchor befindet sich Markgraf Ekkehard als unterlebensgroßes Standbild auf dem 1858 aufgestellten Brunnenstock. | 094 83835          | Baudenkmal                       | Weitere Bilder |
| Domplatz 1 (Karte) | Kurie                   | Curia episcopalis | 094 83819          | Baudenkmal                       | Weitere Bilder |
| Domplatz 1a (Karte) | Wohnhaus                | | 094 83821          | Baudenkmal                       | Weitere Bilder |
| Domplatz 2 (Karte) | Wohnhaus                | | 094 83820          | Baudenkmal                       | Weitere Bilder |
| Domplatz 3 (Karte) | Propstei                | Dompropstei | 094 83822          | Baudenkmal                       | Weitere Bilder |
| Domplatz 4 (Karte) | Wohnhaus                | | 094 83823          | Baudenkmal                       | Weitere Bilder |
| Domplatz 5 (Karte) | Wohnhaus                | | 094 83824          | Baudenkmal                       | Weitere Bilder |
| Domplatz 6 (Karte) | Kurie                   | | 094 83825          | Baudenkmal                       | Weitere Bilder |
| Domplatz 10 (Karte) | Gerichtsgebäude         | Das Gebäude des Oberlandesgerichtes befindet sich an der Stelle einer mittelalterlichen Burg, ab 1750 befand sich hier die Dompropstei. Es handelt sich um eine große vierflügelige Anlage in Formen des Neubarock mit Elementen des Jugendstils. Außen und innen ist das Gebäude aufwendig monumental gestaltet. In den Jahren 1914 bis 1917 erfolgte eine Restaurierung durch Fritz Hoßfeld. Die nächsten Restaurierungsarbeiten wurden zwischen 1990 und 1996 durchgeführt. | 094 83827          | Baudenkmal                       | Weitere Bilder |
| Domplatz 14 (Karte) | Kurie                   | Curia Levini | 094 83829          | Baudenkmal                       | Weitere Bilder |
| Domplatz 16, 17 (Karte) | Dom                     | Patrozinium: St. Peter und Paul | 094 83830          | Baudenkmal                       | Weitere Bilder |
| Domplatz 19 (Karte) | Wohnhaus                | | 094 83831          | Baudenkmal                       | Weitere Bilder |
| Domplatz 20 (Karte) | Wohnhaus                | Bischofshof | 094 83832          | Baudenkmal                       | Weitere Bilder |
| Domplatz 21 (Karte) | Wohnhaus                | | 094 83833          | Baudenkmal                       | Weitere Bilder |
| Dompredigergasse 1 bis 18, 18a, Georgenmauer 9B (Karte) | Straßenzug              | Straßenzug | 094 83269          | Teilobjekt eines Denkmalbereichs | Weitere Bilder |
| Dompredigergasse 5 (Karte) | Pfarrhaus               | | 094 30187          | Baudenkmal                       | Weitere Bilder |
| Freyburger Straße 1 bis 4, 4a, 6 bis 29 (Karte) | Straßenzeile            | | 094 83165          | Denkmalbereich                   | Weitere Bilder |
| Georgenstraße 1 bis 36 (Karte) | Straßenzug              | | 094 83274          | Denkmalbereich                   | Weitere Bilder |
| Hinter dem Dom 1 (Karte) | Hospital                | | 094 83836          | Baudenkmal                       | Weitere Bilder |
| Lindenring 26 bis 47, 47a, 47b, 48 (Karte) | Straßenzeile            | Straßenrandbebauung, der dem ehemaligen Wallgraben folgenden Ringstraße, östlicher und nordöstlicher Abschluss der Domfreiheit | 094 83263          | Denkmalbereich                   | Weitere Bilder |
| Lindenring 39 (Karte) | Wohn- und Geschäftshaus | | 094 30001          | Baudenkmal                       | Weitere Bilder |
| Lindenring 40 (Karte) | Wohn- und Geschäftshaus | | 094 30084          | Baudenkmal                       | Weitere Bilder |
| Lindenring 41 (Karte) | Wohn- und Geschäftshaus | | 094 30083          | Baudenkmal                       | Weitere Bilder |
| Lindenring 45 (Karte) | Wohnhaus                | | 094 09790          | Baudenkmal                       | Weitere Bilder |
| Lindenring 46 (Karte) | Wohnhaus                | | 094 30025          | Baudenkmal                       | Weitere Bilder |
| Lindenring 47a (Karte) | Wohnhaus                | | 094 30071          | Baudenkmal                       | Weitere Bilder |
| Lindenring 47b (Karte) | Wohnhaus                | | 094 30027          | Baudenkmal                       | Weitere Bilder |
| Neuer Steinweg 1, 2, 5 bis 17 (Karte) | Straßenzug              | Straßenzug | 094 83276          | Teilobjekt eines Denkmalbereichs | Weitere Bilder |
| Neuer Steinweg 2 (Karte) | Gartenhaus              | | 094 30028          | Baudenkmal                       | BW             |
| Neumauer 1 bis 4, 4a, 4b, 5 bis 11 (Karte) | Straßenzeile            | Straßenzeile | 094 83275          | Teilobjekt eines Denkmalbereichs | Weitere Bilder |
| Neumauer 4, 4a, 4b (Karte) | Hospital                | Overwegisches Brüderstift | 094 30029          | Baudenkmal                       | Weitere Bilder |
| Othmarsweg 1, 2, 3, 3a, 4 bis 29 (Karte) | Straßenzug              | Straßenzug | 094 83264          | Teilobjekt eines Denkmalbereichs | Weitere Bilder |
| Othmarsweg 3, 3a, 4, 5, 6 (Karte) | Häusergruppe            | Häusergruppe | 094 83265          | Teilobjekt eines Denkmalbereichs | Weitere Bilder |
| Othmarsweg 13 (Karte) | Garten                  | | 094 30035          | Baudenkmal                       | BW             |
| Seilergasse 1 bis 6, 13, 14, 16 bis 19 (Karte) | Straßenzug              | Straßenzug | 094 83917          | Teilobjekt eines Denkmalbereichs | Weitere Bilder |
| Seilergasse 6 (Karte) | Schule                  | Luisenschule | 094 83924          | Baudenkmal                       | Weitere Bilder |
| Seilergasse 18, 19 (Karte) | Portal                  | | 094 83925          | Baudenkmal                       | Weitere Bilder |
| Steinweg 1 bis 33 (Karte) | Straßenzug              | Straßenzug | 094 83842          | Teilobjekt eines Denkmalbereichs | Weitere Bilder |
| Steinweg 5 (Karte) | Wohnhaus                | | 094 30085          | Baudenkmal                       | Weitere Bilder |
| Steinweg 18 (Karte) | Garten                  | | 094 30034          | Baudenkmal                       | Weitere Bilder |
| Steinweg 19 (Karte) | Wohnhaus                | | 094 30101          | Baudenkmal                       | Weitere Bilder |
| Steinweg 24 (Karte) | Wohnhaus                | | 094 30086          | Baudenkmal                       | Weitere Bilder |
| Steinweg 25 (Karte) | Wohnhaus                | | 094 30087          | Baudenkmal                       | Weitere Bilder |
| Steinweg 28 (Karte) | Wohn- und Geschäftshaus | | 094 30090          | Baudenkmal                       | Weitere Bilder |
| Steinweg 29 (Karte) | Wohn- und Geschäftshaus | | 094 30091          | Baudenkmal                       | Weitere Bilder |
| Steinweg 30, 31 (Karte) | Wohn- und Geschäftshaus | | 094 30092          | Baudenkmal                       | Weitere Bilder |
| Steinweg 32 (Karte) | Wohn- und Geschäftshaus | | 094 30093          | Baudenkmal                       | Weitere Bilder |
| Steinweg 33 (Karte) | Wohn- und Geschäftshaus | | 094 30094          | Baudenkmal                       | Weitere Bilder |
| Webergasse 1 bis 5, 8 (Karte) | Straßenzug              | Straßenzug | 094 83913          | Teilobjekt eines Denkmalbereichs | Weitere Bilder |
| Webergasse 8 (Karte) | Wohnhaus                | | 094 98113          | Baudenkmal                       | Weitere Bilder |
| Windmühlenstraße 23 (Karte) | Domfriedhof             | Friedhof | 094 83280          | Baudenkmal                       | Weitere Bilder |
| Windmühlenstraße, im ehemaligen Domfriedhof | Kapelle                 | Kapelle | 094 83280 001      | Teilobjekt eines Baudenkmals     |                |
| Windmühlenstraße 23 (Karte) | Wohnhaus                | | 094 83279          | Baudenkmal                       | Weitere Bilder |
| Windmühlenstraße 24, 26, 28, 30, 32, 34, 36 (Karte) | Straßenzeile            | | 094 83278          | Denkmalbereich                   | Weitere Bilder |

#### Ratsstadt
| Lage | Bezeichnung                  | Beschreibung | Erfassungs- nummer | Ausweisungsart                   | Bild                         |
| --- | ---------------------------- | --- | ------------------ | -------------------------------- | ---------------------------- |
| Badergasse, Curt-Becker-Platz, Engelgasse, Fischgasse, Fischstraße, Herrenstraße, Holzmarkt, Jakobsgasse, Jakobsmauer, Jakobstraße, Johann-Gutenberg-Straße, Jüdengasse, Kramerplatz, Lindenring, Mariengasse, Marienmauer, Marienplatz, Marienstraße, Markt, Mühlgasse, Neustraße, Postring, Reußenplatz, Rittergasse, Rosengarten, Salzgasse, Salzstraße, Thainburg, Topfmarkt, Weingarten, Wendenplan, Wenzelsgasse, Wenzelsmauer, Wenzelsstraße (Karte) | Ratsstadt                    | Die sogenannte Ratsstadt umfasst alle Straßenzüge und Plätze innerhalb des ehemaligen Mauerrings und ist von der Domfreiheit, dem bischöflichen Stadtbezirk, zu unterscheiden. | 094 80931          | Denkmalbereich                   | Weitere Bilder               |
| Engelgasse 1 bis 13, 19, 20 (Karte) | Straßenzug                   | Straßenzug | 094 80836          | Teilobjekt eines Denkmalbereichs | Weitere Bilder               |
| Engelgasse 2 (Karte) | Wohn- und Geschäftshaus      | | 094 80837          | Baudenkmal                       | Weitere Bilder               |
| Engelgasse 3 (Karte) | Wohn- und Geschäftshaus      | | 094 80838          | Baudenkmal                       | Weitere Bilder               |
| Engelgasse 4 (Karte) | Wohn- und Geschäftshaus      | | 094 80839          | Baudenkmal                       | Weitere Bilder               |
| Engelgasse 5 (Karte) | Wohn- und Geschäftshaus      | | 094 80840          | Baudenkmal                       | Weitere Bilder               |
| Engelgasse 7 (Karte) | Wohn- und Geschäftshaus      | | 094 80841          | Baudenkmal                       | Weitere Bilder               |
| Engelgasse 9 (Karte) | Wohnhaus                     | | 094 80842          | Baudenkmal                       | Weitere Bilder               |
| Engelgasse 12 (Karte) | Wohn- und Geschäftshaus      | | 094 80843          | Baudenkmal                       | Weitere Bilder               |
| Engelgasse 19 (Karte) | Wohn- und Geschäftshaus      | | 094 80844          | Baudenkmal                       | Weitere Bilder               |
| Engelgasse 20 (Karte) | Wohn- und Geschäftshaus      | | 094 80845          | Baudenkmal                       | Weitere Bilder               |
| Fischgasse 1 bis 12, 12a (Karte) | Straßenzug                   | Straßenzug | 094 80610          | Teilobjekt eines Denkmalbereichs | Weitere Bilder               |
| Fischstraße 1 bis 27, 27a, 28, 28a, 29 (Karte) | Straßenzug                   | Straßenzug | 094 80611          | Teilobjekt eines Denkmalbereichs | Weitere Bilder               |
| Fischstraße 1 (Karte) | Wohn- und Geschäftshaus      | Marientor-Apotheke, Bausubstanz des 17. Jh. vermutet | 094 80612          | Baudenkmal                       | Weitere Bilder               |
| Fischstraße 2 (Karte) | Wohnhaus                     | | 094 80613          | Baudenkmal                       | Weitere Bilder               |
| Fischstraße 3 (Karte) | Wohnhaus                     | | 094 80614          | Baudenkmal                       | Weitere Bilder               |
| Fischstraße 7 (Karte) | Wohnhaus                     | | 094 80617          | Baudenkmal                       | Weitere Bilder               |
| Fischstraße 19a, Mühlgasse 10 (Karte) | Wohnhaus                     | | 094 80618          | Baudenkmal                       | Weitere Bilder               |
| Fischstraße 22 (Karte) | Wohnhaus                     | | 094 80619          | Baudenkmal                       | Weitere Bilder               |
| Fischstraße 23 (Karte) | Wohnhaus                     | | 094 80620          | Baudenkmal                       | Weitere Bilder               |
| Fischstraße 25 (Karte) | Wohnhaus                     | | 094 80621          | Baudenkmal                       | Weitere Bilder               |
| Fischstraße 28a (Karte) | Wohnhaus                     | | 094 80622          | Baudenkmal                       | Weitere Bilder               |
| Fischstraße 29 (Karte) | Wohn- und Geschäftshaus      | | 094 80623          | Baudenkmal                       | Weitere Bilder               |
| Herrenstraße 1 bis 23 (Karte) | Straßenzug                   | Straßenzug | 094 80954          | Teilobjekt eines Denkmalbereichs | Weitere Bilder               |
| Herrenstraße 1 (Karte) | Wohn- und Geschäftshaus      | Hier befindet sich der älteste erhaltene Erker der Stadt aus der ersten Hälfte des 16. Jahrhunderts. Er ist halbrund auf einer Löwenkonsole. | 094 80955          | Baudenkmal                       | Weitere Bilder               |
| Herrenstraße 2 (Karte) | Wohn- und Geschäftshaus      | Der Erker der Apotheke stammt aus dem Jahr 1645. Er wurde mit einem nachträglich eingesetzten Relief eines Lorbeerbaumes zwischen zwei Giganten versehen. | 094 80956          | Baudenkmal                       | Weitere Bilder               |
| Herrenstraße 3 (Karte) | Wohn- und Geschäftshaus      | | 094 80957          | Baudenkmal                       | Weitere Bilder               |
| Herrenstraße 4 (Karte) | Wohn- und Geschäftshaus      | | 094 80958          | Baudenkmal                       | Weitere Bilder               |
| Herrenstraße 5 (Karte) | Wohn- und Geschäftshaus      | | 094 80959          | Baudenkmal                       | Weitere Bilder               |
| Herrenstraße 6 (Karte) | Wohn- und Geschäftshaus      | | 094 16992          | Baudenkmal                       | Weitere Bilder               |
| Herrenstraße 7 (Karte) | Wohn- und Geschäftshaus      | | 094 80960          | Baudenkmal                       | Weitere Bilder               |
| Herrenstraße 8 (Karte) | Wohn- und Geschäftshaus      | | 094 80961          | Baudenkmal                       | Weitere Bilder               |
| Herrenstraße 9 (Karte) | Wohn- und Geschäftshaus      | | 094 80962          | Baudenkmal                       | Weitere Bilder               |
| Herrenstraße 10 (Karte) | Wohn- und Geschäftshaus      | | 094 80964          | Baudenkmal                       | Weitere Bilder               |
| Herrenstraße 12 (Karte) | Wohn- und Geschäftshaus      | | 094 80965          | Baudenkmal                       | Weitere Bilder               |
| Herrenstraße 13 (Karte) | Wohn- und Geschäftshaus      | | 094 80966          | Baudenkmal                       | Weitere Bilder               |
| Herrenstraße 14 (Karte) | Wohn- und Geschäftshaus      | | 094 80967          | Baudenkmal                       | Weitere Bilder               |
| Herrenstraße 15 (Karte) | Wohn- und Geschäftshaus      | | 094 80968          | Baudenkmal                       | Weitere Bilder               |
| Herrenstraße 16, 17 (Karte) | Wohn- und Geschäftshaus      | | 094 80969          | Baudenkmal                       | Weitere Bilder               |
| Herrenstraße 23 (Karte) | Wohn- und Geschäftshaus      | | 094 80970          | Baudenkmal                       | Weitere Bilder               |
| Holzmarkt 1 bis 4, 7 bis 14 (Karte) | Platz                        | Platz | 094 80825          | Teilobjekt eines Denkmalbereichs | Weitere Bilder               |
| Holzmarkt 1 (Karte) | Wohn- und Geschäftshaus      | | 094 80826          | Baudenkmal                       | Weitere Bilder               |
| Holzmarkt 2, 3 (Karte) | Wohn- und Geschäftshaus      | Zur goldenen Glocke | 094 80827          | Baudenkmal                       | Weitere Bilder               |
| Jakobsgasse 1 (Karte) | Gaststätte                   | | 094 80824          | Baudenkmal                       | BW                           |
| Jakobsmauer 1 bis 19 (Karte) | Straßenzug                   | Straßenzug | 094 80821          | Teilobjekt eines Denkmalbereichs | BW                           |
| Jakobstraße 1 bis 13, 15, 16, 24 bis 37 (Karte) | Straßenzug                   | Straßenzug | 094 80801          | Teilobjekt eines Denkmalbereichs | Weitere Bilder               |
| Jakobstraße 1 (Karte) | Wohn- und Geschäftshaus      | | 094 80802          | Baudenkmal                       | Weitere Bilder               |
| Jakobstraße 2 (Karte) | Wohn- und Geschäftshaus      | | 094 80803          | Baudenkmal                       | Weitere Bilder               |
| Jakobstraße 3 (Karte) | Wohn- und Geschäftshaus      | | 094 80804          | Baudenkmal                       | Weitere Bilder               |
| Jakobstraße 4 (Karte) | Wohn- und Geschäftshaus      | | 094 80805          | Baudenkmal                       | Weitere Bilder               |
| Jakobstraße 5 (Karte) | Wohn- und Geschäftshaus      | | 094 80806          | Baudenkmal                       | Weitere Bilder               |
| Jakobstraße 6 (Karte) | Wohn- und Geschäftshaus      | | 094 80807          | Baudenkmal                       | Weitere Bilder               |
| Jakobstraße 7 (Karte) | Wohn- und Geschäftshaus      | | 094 80808          | Baudenkmal                       | Weitere Bilder               |
| Jakobstraße 9 (Karte) | Wohn- und Geschäftshaus      | | 094 80809          | Baudenkmal                       | Weitere Bilder               |
| Jakobstraße 10 (Karte) | Wohn- und Geschäftshaus      | | 094 80810          | Baudenkmal                       | Weitere Bilder               |
| Jakobstraße 11 (Karte) | Wohn- und Geschäftshaus      | | 094 80811          | Baudenkmal                       | Weitere Bilder               |
| Jakobstraße 12 (Karte) | Wohn- und Geschäftshaus      | | 094 80812          | Baudenkmal                       | Weitere Bilder               |
| Jakobstraße 13 (Karte) | Wohn- und Geschäftshaus      | | 094 80813          | Baudenkmal                       | Weitere Bilder               |
| Jakobstraße 26 (Karte) | Wohn- und Geschäftshaus      | Die sogenannte Alte Post ist ein dreigeschossiges, fünfachsiges Traufenhaus aus dem Jahr 1547 mit einem zweigeschossigen Erker und einer teilweise erhaltenen Innenausstattung. | 094 80814          | Baudenkmal                       | Weitere Bilder               |
| Jakobstraße 27 (Karte) | Wohn- und Geschäftshaus      | | 094 80815          | Baudenkmal                       | Weitere Bilder               |
| Jakobstraße 28, 29 (Karte) | Gasthof                      | Der Gasthof Zu den Drei Schwanen ist ein aus mehreren Häusern zusammengezogener Gebäudekomplex. Der linke Teil stammt mit einer Inschrift aus dem Jahr 1544 und besitzt einen Schweifgiebel. Über dem ehemaligen Portal des rechten Gebäudeteils befindet sich ein Relief mit der Darstellung der Auferstehung Christi aus dem Jahr 1553. Im Untergeschoss befinden sich Kreuzgratgewölbe auf Mittelpfeilern mit spätgotischen Reliefs.                                                     | 094 80816          | Baudenkmal                       | Weitere Bilder               |
| Jakobstraße 31 (Karte) | Wohn- und Geschäftshaus      | | 094 80817          | Baudenkmal                       | Weitere Bilder               |
| Jakobstraße 32 (Karte) | Wohn- und Geschäftshaus      | | 094 80818          | Baudenkmal                       | Weitere Bilder               |
| Jakobstraße 36 (Karte) | Wohn- und Geschäftshaus      | | 094 80819          | Baudenkmal                       | Weitere Bilder               |
| Jakobstraße 37 (Karte) | Wohn- und Geschäftshaus      | | 094 80820          | Baudenkmal                       | Weitere Bilder               |
| Johann-Gutenberg-Straße 1 bis 6, 15 bis 18 (Karte) | Straßenzug                   | Straßenzug | 094 80762          | Teilobjekt eines Denkmalbereichs | Weitere Bilder               |
| Jüdengasse 1 bis 8 (Karte) | Straßenzug                   | Straßenzug | 094 80833          | Teilobjekt eines Denkmalbereichs | Weitere Bilder               |
| Jüdengasse 1 (Karte) | Wohnhaus                     | | 094 80834          | Baudenkmal                       | Weitere Bilder               |
| Jüdengasse 8 (Karte) | Wohnhaus                     | | 094 80835          | Baudenkmal                       | Weitere Bilder               |
| Kramerplatz 1, 2, 3 (Karte) | Platz                        | Platz 2024 wurde die Ausweisungsart hin zu einem Teilobjekt verändert. | 094 80714          | Teilobjekt eines Denkmalbereichs | Weitere Bilder               |
| Kramerplatz (Karte) | Kriegerdenkmal Naumburg      | | 094 83262          | Baudenkmal                       | Weitere Bilder               |
| Kramerplatz 1 (Karte) | Verwaltungsgebäude           | Stadtarchiv | 094 80715          | Baudenkmal                       | Weitere Bilder               |
| Kramerplatz 3 (Karte) | Kirche                       | St. Peter und Paul | 094 80716          | Baudenkmal                       | Weitere Bilder               |
| Lindenring (Karte) | Brunnen                      | | 094 80720          | Baudenkmal                       | Weitere Bilder               |
| Lindenring 1 bis 19, 20a, 21, 24 (Karte) | Straßenzeile                 | Straßenzeile | 094 80717          | Teilobjekt eines Denkmalbereichs | Weitere Bilder               |
| Lindenring 4 (Karte) | Wohn- und Geschäftshaus      | | 094 80718          | Baudenkmal                       | Weitere Bilder               |
| Lindenring 6 (Karte) | Inschriftstein               | | 094 80719          | Baudenkmal                       | Weitere Bilder               |
| Lindenring 15 (Karte) | Wohn- und Geschäftshaus      | | 094 80721          | Baudenkmal                       | Weitere Bilder               |
| Lindenring 16 (Karte) | Wohnhaus                     | | 094 80722          | Baudenkmal                       | Weitere Bilder               |
| Lindenring 20 (Karte) | Bordell                      | | 094 80723          | Baudenkmal                       | Weitere Bilder               |
| Lindenring 20a (Karte) | Wohnhaus                     | | 094 80724          | Baudenkmal                       | Weitere Bilder               |
| Lindenring 21, 24 (Karte) | Telegrafenamt                | | 094 80725          | Baudenkmal                       | Weitere Bilder               |
| Mariengasse 1 bis 15 (Karte) | Straßenzug                   | Straßenzug | 094 80624          | Teilobjekt eines Denkmalbereichs | Weitere Bilder               |
| Mariengasse 6 (Karte) | Wohnhaus                     | | 094 80625          | Baudenkmal                       | Weitere Bilder               |
| Mariengasse 8 (Karte) | Wohnhaus                     | | 094 80627          | Baudenkmal                       | Weitere Bilder               |
| Mariengasse 11 (Karte) | Wohn- und Geschäftshaus      | | 094 80628          | Baudenkmal                       | Weitere Bilder               |
| Mariengasse 12 (Karte) | Toranlage                    | | 094 80629          | Baudenkmal                       | Weitere Bilder               |
| Mariengasse 13 (Karte) | Wohnhaus                     | | 094 80630          | Baudenkmal                       | Weitere Bilder               |
| Mariengasse 14 (Karte) | Wohnhaus                     | | 094 80631          | Baudenkmal                       | Weitere Bilder               |
| Mariengasse 15 (Karte) | Wohnhaus                     | | 094 80632          | Baudenkmal                       | Weitere Bilder               |
| Marienmauer 1 bis 3, 16 bis 19 (Karte) | Straßenzug                   | Straßenzug | 094 80729          | Teilobjekt eines Denkmalbereichs | Weitere Bilder               |
| Marienmauer 16 (Karte) | Wohnhaus                     | | 094 80731          | Baudenkmal                       | Weitere Bilder               |
| Marienmauer 17 (Karte) | Villa                        | | 094 80732          | Baudenkmal                       | Weitere Bilder               |
| Marienmauer 18 (Karte) | Villa                        | | 094 80733          | Baudenkmal                       | Weitere Bilder               |
| Marienmauer 17, 18, Flurstück 4-492 (Karte) | Thainburgbrücke              | Fußgängerbrücke aus dem Jahr 1893/94, 2017 als Denkmal ausgewiesen | 107 25063          | Baudenkmal                       | BW                           |
| Marienmauer 19 (Karte) | Villa                        | | 094 80734          | Baudenkmal                       | Weitere Bilder               |
| Marienplatz (Karte) | Kirche                       | St. Maria Magdalena | 094 80932          | Baudenkmal                       | Weitere Bilder               |
| Marienplatz 1 bis 16 (Karte) | Platz                        | Platz | 094 16305          | Teilobjekt eines Denkmalbereichs | Weitere Bilder               |
| Marienplatz 2 (Karte) | Wohnhaus                     | | 094 16306          | Baudenkmal                       | Weitere Bilder               |
| Marienstraße 1 bis 12, 12a, 14 bis 40 (Karte) | Straßenzug                   | Straßenzug | 094 16295          | Teilobjekt eines Denkmalbereichs | Weitere Bilder               |
| Marienstraße 1 (Karte) | Wohnhaus                     | | 094 11243          | Baudenkmal                       | Weitere Bilder               |
| Marienstraße 2 (Karte) | Wohn- und Geschäftshaus      | | 094 16296          | Baudenkmal                       | Weitere Bilder               |
| Marienstraße 5, 6 (Karte) | Wohn- und Geschäftshaus      | | 094 10774          | Baudenkmal                       | Weitere Bilder               |
| Marienstraße 8 (Karte) | Wohnhaus                     | | 094 10782          | Baudenkmal                       | Weitere Bilder               |
| Marienstraße 9 (Karte) | Wohn- und Geschäftshaus      | | 094 16297          | Baudenkmal                       | Weitere Bilder               |
| Marienstraße 10 (Karte) | Wohnhaus                     | | 094 16298          | Baudenkmal                       | Weitere Bilder               |
| Marienstraße 11 (Karte) | Wohnhaus                     | | 094 09795          | Baudenkmal                       | Weitere Bilder               |
| Marienstraße 12 (Karte) | Wohnhaus                     | | 094 09796          | Baudenkmal                       | Weitere Bilder               |
| Marienstraße 12a (Karte) | Wohn- und Geschäftshaus      | | 094 09797          | Baudenkmal                       | Weitere Bilder               |
| Marienstraße 14 (Karte) | Wohnhaus                     | Haus zur weißen Taube | 094 09798          | Baudenkmal                       | Weitere Bilder               |
| Marienstraße 15 (Karte) | Wohn- und Geschäftshaus      | | 094 10713          | Baudenkmal                       | Weitere Bilder               |
| Marienstraße 16 (Karte) | Wohn- und Geschäftshaus      | | 094 16299          | Baudenkmal                       | Weitere Bilder               |
| Marienstraße 17 (Karte) | Wohn- und Geschäftshaus      | | 094 16300          | Baudenkmal                       | Weitere Bilder               |
| Marienstraße 20 (Karte) | Wohnhaus                     | | 094 09799          | Baudenkmal                       | Weitere Bilder               |
| Marienstraße 21 (Karte) | Wohnhaus                     | | 094 16301          | Baudenkmal                       | Weitere Bilder               |
| Marienstraße 22, 23 (Karte) | Wohnhaus                     | Zum goldenen Hufeisen | 094 16302          | Baudenkmal                       | Weitere Bilder               |
| Marienstraße 24 (Karte) | Wohnhaus                     | Zum goldenen Kranich | 094 09801          | Baudenkmal                       | Weitere Bilder               |
| Marienstraße 25, Wendenplan 1 bis 4, 4a, 5, 6 (Karte) | Straßenzug                   | | 094 80640          | Denkmalbereich                   | Weitere Bilder               |
| Marienstraße 28 (Karte) | Toranlage                    | | 094 11244          | Baudenkmal                       | Weitere Bilder               |
| Marienstraße 29 (Karte) | Wohnhaus                     | | 094 09802          | Baudenkmal                       | Weitere Bilder               |
| Marienstraße 33 (Karte) | Wohnhaus                     | | 094 16304          | Baudenkmal                       | Weitere Bilder               |
| Marienstraße 34 (Karte) | Wohnhaus                     | | 094 11245          | Baudenkmal                       | Weitere Bilder               |
| Marienstraße 35 (Karte) | Wohnhaus                     | | 094 09803          | Baudenkmal                       | Weitere Bilder               |
| Marienstraße 36 (Karte) | Wohnhaus                     | | 094 10717          | Baudenkmal                       | Weitere Bilder               |
| Marienstraße 37 (Karte) | Wohnhaus                     | | 094 09804          | Baudenkmal                       | Weitere Bilder               |
| Marienstraße 38 (Karte) | Wohnhaus                     | | 094 09805          | Baudenkmal                       | Weitere Bilder               |
| Marienstraße 39 (Karte) | Wohnhaus                     | | 094 09806          | Baudenkmal                       | Weitere Bilder               |
| Markt 1 bis 19 (Karte) | Platz                        | Platz | 094 30011          | Teilobjekt eines Denkmalbereichs | Weitere Bilder               |
| Markt (Karte) | Brunnen                      | Der Wenzelsbrunnen ist der Marktbrunnen der Stadt. Er besitzt ein zylindrisches Becken mit einem Standbildnis des heiligen Wenzel auf dem Brunnenstock. Der heutige Brunnen ist eine Kopie eines angeblich aus dem Jahr 1579 stammenden Originalbrunnens. | 094 80953          | Baudenkmal                       | Weitere Bilder               |
| Markt 1 (Karte) | Rathaus                      | | 094 80934          | Baudenkmal                       | Weitere Bilder               |
| Markt 2 (Karte) | Wohn- und Geschäftshaus      | Löwen-Apotheke | 094 80935          | Baudenkmal                       | Weitere Bilder               |
| Markt 3 (Karte) | Wohn- und Geschäftshaus      | | 094 80936          | Baudenkmal                       | Weitere Bilder               |
| Markt 4 (Karte) | Wohn- und Geschäftshaus      | | 094 80937          | Baudenkmal                       | Weitere Bilder               |
| Markt 5 (Karte) | Wohn- und Geschäftshaus      | | 094 80938          | Baudenkmal                       | Weitere Bilder               |
| Markt 6 (Karte) | Palast                       | Das sogenannte Schlösschen bestand ursprünglich aus zwei Gebäuden: das Haus der Kaufleute wurde 1541 neu errichtet, und das westlich anschließende Gebäude aus dem Jahr 1543, welches dem evangelischen Bischof Nikolaus von Amsdorf als Residenz diente. | 094 80939          | Baudenkmal                       | Weitere Bilder               |
| Markt 7 (Karte) | Palast                       | Der Gebäudekomplex von vier, teilweise einbezogenen älteren Häusern wurde in den Jahren 1652 und 1653 für Herzog Moritz von Sachsen-Zeitz als Residenz hergerichtet. Zwei Bürgerhäuser aus der zweiten Hälfte des 16. Jahrhunderts bilden mit Stabwerk verzierten Volutengiebeln die Marktfront. An der Seitenfront befindet sich ein Sitznischenportal aus dem Jahr 1560. | 094 80940          | Baudenkmal                       | Weitere Bilder               |
| Markt 8 (Karte) | Wohn- und Geschäftshaus      | | 094 80941          | Baudenkmal                       | Weitere Bilder               |
| Markt 9 (Karte) | Wohn- und Geschäftshaus      | | 094 80942          | Baudenkmal                       | Weitere Bilder               |
| Markt 10 (Karte) | Wohn- und Geschäftshaus      | Kaysersches Haus | 094 80943          | Baudenkmal                       | Weitere Bilder               |
| Markt 11 (Karte) | Hotel                        | Stadt Aachen | 094 80944          | Baudenkmal                       | Weitere Bilder               |
| Markt 12 (Karte) | Wohn- und Geschäftshaus      | | 094 80945          | Baudenkmal                       | Weitere Bilder               |
| Markt 13 (Karte) | Wohn- und Geschäftshaus      | | 094 80946          | Baudenkmal                       | Weitere Bilder               |
| Markt 14 (Karte) | Wohn- und Geschäftshaus      | | 094 80947          | Baudenkmal                       | Weitere Bilder               |
| Markt 15 (Karte) | Wohn- und Geschäftshaus      | | 094 80948          | Baudenkmal                       | Weitere Bilder               |
| Markt 16 (Karte) | Wohn- und Geschäftshaus      | | 094 80949          | Baudenkmal                       | Weitere Bilder               |
| Markt 17 (Karte) | Wohn- und Geschäftshaus      | | 094 80950          | Baudenkmal                       | Weitere Bilder               |
| Markt 18 (Karte) | Wohn- und Geschäftshaus      | Das als Hohe Lilie bezeichnete Gebäude ist eines der ältesten bedeutenden Bürgerhäuser. Im Kern ist es ein Wohnturm aus der ersten Hälfte des 13. Jahrhunderts, welcher mehrfach umgebaut und im Jahr 1532 nach Norden erweitert wurde. An der schmalen Straßenfront befindet sich ein spätgotischer Staffelgiebel mit Maßwerksblenden über einer schlichten dreigeschossigen Fassade. Der im ersten Obergeschoss befindliche Saal mit figürlichen Konsolen wird auf das Jahr 1526 datiert. | 094 80951          | Baudenkmal                       | Weitere Bilder               |
| Markt 19 (Karte) | Wohn- und Geschäftshaus      | Zwölf Apostel | 094 80952          | Baudenkmal                       | Weitere Bilder               |
| Mühlgasse 1 bis 21 (Karte) | Straßenzug                   | Straßenzug | 094 80633          | Teilobjekt eines Denkmalbereichs | Weitere Bilder               |
| Mühlgasse 12 (Karte) | Wohnhaus                     | | 094 80635          | Baudenkmal                       | Weitere Bilder               |
| Mühlgasse 16 (Karte) | Wohn- und Geschäftshaus      | | 094 80637          | Baudenkmal                       | Weitere Bilder               |
| Mühlgasse 17 (Karte) | Wohn- und Geschäftshaus      | | 094 80638          | Baudenkmal                       | Weitere Bilder               |
| Mühlgasse 18 (Karte) | Wohnhaus                     | | 094 80639          | Baudenkmal                       | Weitere Bilder               |
| Mühlgasse 19 (Karte) | Wohnhaus                     | | 094 30096          | Baudenkmal                       | Weitere Bilder               |
| Neustraße 1 bis 57 (Karte) | Straßenzug                   | Straßenzug | 094 80705          | Teilobjekt eines Denkmalbereichs | Weitere Bilder               |
| Neustraße 37 (Karte) | Wohnhaus                     | | 094 80706          | Baudenkmal                       | Weitere Bilder               |
| Neustraße 43 (Karte) | Wohnhaus                     | | 094 80707          | Baudenkmal                       | Weitere Bilder               |
| Neustraße 45, 46 (Karte) | Wohnhaus                     | | 094 80708          | Baudenkmal                       | Weitere Bilder               |
| Neustraße 47 (Karte) | Wohnhaus                     | | 094 80709          | Baudenkmal                       | Weitere Bilder               |
| Neustraße 51, Wenzelsmauer 10 (Karte) | Wohnhaus                     | | 094 80710          | Baudenkmal                       | Weitere Bilder               |
| Neustraße 54 (Karte) | Gerberei                     | | 094 30100          | Baudenkmal                       | Weitere Bilder               |
| Reußenplatz 1, 2, 6, 9, 10, 11, 12, 14, 15, 17, 20, 20a, 21, 23 (Karte) | Platz                        | Platz | 094 80846          | Teilobjekt eines Denkmalbereichs | Weitere Bilder               |
| Reußenplatz 6 (Karte) | Fabrik                       | Lederfabrik Johannes Freytag | 094 80851          | Baudenkmal                       | Weitere Bilder               |
| Reußenplatz 9 (Karte) | Wohn- und Geschäftshaus      | | 094 80847          | Baudenkmal                       | Weitere Bilder               |
| Reußenplatz 10 (Karte) | Wohnhaus                     | | 094 16994          | Baudenkmal                       | Weitere Bilder               |
| Reußenplatz 12 (Karte) | Wohnhaus                     | Haus zum Kranich | 094 80848          | Baudenkmal                       | Weitere Bilder               |
| Reußenplatz 20 (Karte) | Wohn- und Geschäftshaus      | | 094 80849          | Baudenkmal                       | Weitere Bilder               |
| Reußenplatz 21 (Karte) | Speicher                     | | 094 80850          | Baudenkmal                       | Weitere Bilder               |
| Rosengarten 1, 4 bis 9 (Karte) | Straßenzug                   | Straßenzug | 094 80643          | Teilobjekt eines Denkmalbereichs | Weitere Bilder               |
| Rosengarten 7 (Karte) | Gefängnis                    | | 094 80644          | Baudenkmal                       | Weitere Bilder               |
| Salzstraße 1 bis 4, 6 bis 22, 23a, 23b, 24 bis 43 (Karte) | Straßenzug                   | Straßenzug | 094 80735          | Teilobjekt eines Denkmalbereichs | Weitere Bilder               |
| Salzstraße 1 (Karte) | Wohn- und Geschäftshaus      | | 094 80736          | Baudenkmal                       | Weitere Bilder               |
| Salzstraße 2, 3 (Karte) | Wohn- und Geschäftshaus      | | 094 80737          | Baudenkmal                       | Weitere Bilder               |
| Salzstraße 4, 5 (Karte) | Wohn- und Geschäftshaus      | | 094 80738          | Baudenkmal                       | Weitere Bilder               |
| Salzstraße 6 (Karte) | Wohn- und Geschäftshaus      | | 094 80739          | Baudenkmal                       | Wohn- und Geschäftshaus      |
| Salzstraße 8 (Karte) | Wohn- und Geschäftshaus      | | 094 80740          | Baudenkmal                       | Weitere Bilder               |
| Salzstraße 10 (Karte) | Wohnhaus                     | | 094 80741          | Baudenkmal                       | Weitere Bilder               |
| Salzstraße 11 (Karte) | Wohnhaus                     | | 094 80742          | Baudenkmal                       | Weitere Bilder               |
| Salzstraße 12 (Karte) | Wohn- und Geschäftshaus      | | 094 80743          | Baudenkmal                       | Weitere Bilder               |
| Salzstraße 13 (Karte) | Wohn- und Geschäftshaus      | | 094 80744          | Baudenkmal                       | Weitere Bilder               |
| Salzstraße 14 (Karte) | Wohn- und Geschäftshaus      | | 094 80745          | Baudenkmal                       | Weitere Bilder               |
| Salzstraße 15 (Karte) | Gasthaus                     | Goldener Löwe | 094 80746          | Baudenkmal                       | Weitere Bilder               |
| Salzstraße 16 (Karte) | Gasthof                      | Goldene Sonne | 094 80747          | Baudenkmal                       | Weitere Bilder               |
| Salzstraße 23b (Karte) | Wohn- und Geschäftshaus      | | 094 80748          | Baudenkmal                       | Weitere Bilder               |
| Salzstraße 24 (Karte) | Wohn- und Geschäftshaus      | | 094 80749          | Baudenkmal                       | Weitere Bilder               |
| Salzstraße 25 (Karte) | Wohn- und Geschäftshaus      | | 094 80750          | Baudenkmal                       | Weitere Bilder               |
| Salzstraße 27 (Karte) | Wohnhaus                     | | 094 30097          | Baudenkmal                       | Weitere Bilder               |
| Salzstraße 32 (Karte) | Wohn- und Geschäftshaus      | Gasthof zu den drei Lilien | 094 80751          | Baudenkmal                       | Weitere Bilder               |
| Salzstraße 33 (Karte) | Wohn- und Geschäftshaus      | | 094 80752          | Baudenkmal                       | Weitere Bilder               |
| Salzstraße 34 (Karte) | Wohn- und Geschäftshaus      | | 094 80753          | Baudenkmal                       | Weitere Bilder               |
| Salzstraße 39 (Karte) | Wohn- und Geschäftshaus      | | 094 80756          | Baudenkmal                       | Weitere Bilder               |
| Salzstraße 41 (Karte) | Wohn- und Geschäftshaus      | | 094 80758          | Baudenkmal                       | Weitere Bilder               |
| Salzstraße 42 (Karte) | Wohn- und Geschäftshaus      | | 094 80759          | Baudenkmal                       | Weitere Bilder               |
| Salzstraße 43 (Karte) | Wohn- und Geschäftshaus      | | 094 80760          | Baudenkmal                       | Weitere Bilder               |
| Thainburg 1 bis 4, 10 bis 13, 13a (Karte) | Straßenzug                   | Straßenzug | 094 80727          | Teilobjekt eines Denkmalbereichs | Straßenzug                   |
| Thainburg 2 bis 7 (Karte) | Detail                       | | 094 80728          | Baudenkmal                       | BW                           |
| Topfmarkt (Karte) | Kirche St. Wenzel            | | 094 80763          | Baudenkmal                       | Weitere Bilder               |
| Topfmarkt 1 bis 16 (Karte) | Platz                        | Platz | 094 80764          | Teilobjekt eines Denkmalbereichs | BW                           |
| Topfmarkt 1 (Karte) | Wohn- und Geschäftshaus      | | 094 80765          | Baudenkmal                       | Weitere Bilder               |
| Topfmarkt 4 (Karte) | Wohn- und Geschäftshaus      | | 094 80766          | Baudenkmal                       | Weitere Bilder               |
| Topfmarkt 5 (Karte) | Wohn- und Geschäftshaus      | | 094 80767          | Baudenkmal                       | Weitere Bilder               |
| Topfmarkt 6 (Karte) | Wohn- und Geschäftshaus      | | 094 30108          | Baudenkmal                       | Weitere Bilder               |
| Topfmarkt 7 (Karte) | Wohn- und Geschäftshaus      | | 094 16996          | Baudenkmal                       | Weitere Bilder               |
| Topfmarkt 8 (Karte) | Wohn- und Geschäftshaus      | | 094 16997          | Baudenkmal                       | BW                           |
| Topfmarkt 9, 10 (Karte) | Wohnhaus                     | | 094 80768          | Baudenkmal                       | Weitere Bilder               |
| Topfmarkt 11 (Karte) | Wohn- und Geschäftshaus      | | 094 80769          | Baudenkmal                       | Weitere Bilder               |
| Topfmarkt 12 (Karte) | Wohn- und Geschäftshaus      | | 094 80770          | Baudenkmal                       | Weitere Bilder               |
| Topfmarkt 14 (Karte) | Wohnhaus                     | | 094 80772          | Baudenkmal                       | Weitere Bilder               |
| Topfmarkt 16 (Karte) | Wohnhaus                     | | 094 80773          | Baudenkmal                       | Weitere Bilder               |
| Topfmarkt 17 (Karte) | Wohn- und Geschäftshaus      | | 094 80774          | Baudenkmal                       | Weitere Bilder               |
| Weingarten 1 bis 37 (Karte) | Straßenzug                   | Straßenzug | 094 80829          | Teilobjekt eines Denkmalbereichs | Weitere Bilder               |
| Weingarten 18 (Karte) | Wohnhaus                     | Nietzsche-Haus | 094 80830          | Baudenkmal                       | Weitere Bilder               |
| Wendenplan 3 (Karte) | Wohnhaus                     | | 094 80642          | Baudenkmal                       | Weitere Bilder               |
| Wenzelsgasse 1 bis 30 (Karte) | Straßenzug Wenzelsgasse 1–30 | Straßenzug kleinteilig barock bebauter Straßenzug | 094 80798          | Teilobjekt eines Denkmalbereichs | Straßenzug Wenzelsgasse 1–30 |
| Wenzelsgasse 9 (Karte) | Wohnhaus                     | | 094 80799          | Baudenkmal                       | Weitere Bilder               |
| Wenzelsgasse 11 (Karte) | Wohnhaus                     | | 094 80800          | Baudenkmal                       | Weitere Bilder               |
| Wenzelsmauer 1 bis 21 (Karte) | Straßenzug                   | Straßenzug | 094 80711          | Teilobjekt eines Denkmalbereichs | Weitere Bilder               |
| Wenzelsstraße (Karte) | Skulptur Spielende Kinder    | | 094 16998          | Kleindenkmal                     | Weitere Bilder               |
| Wenzelsstraße 1 bis 41 (Karte) | Straßenzug                   | Straßenzug | 094 80775          | Teilobjekt eines Denkmalbereichs | Weitere Bilder               |
| Wenzelsstraße 4 (Karte) | Wohn- und Geschäftshaus      | | 094 80779          | Baudenkmal                       | BW                           |
| Wenzelsstraße 11 (Karte) | Wohn- und Geschäftshaus      | | 094 80781          | Baudenkmal                       | Weitere Bilder               |
| Wenzelsstraße 13 (Karte) | Wohn- und Geschäftshaus      | | 094 80782          | Baudenkmal                       | Wohn- und Geschäftshaus      |
| Wenzelsstraße 24 (Karte) | Wohnhaus                     | | 094 80784          | Baudenkmal                       | Weitere Bilder               |
| Wenzelsstraße 25 (Karte) | Wohn- und Geschäftshaus      | | 094 80785          | Baudenkmal                       | Weitere Bilder               |
| Wenzelsstraße 27 (Karte) | Wohn- und Geschäftshaus      | | 094 80787          | Baudenkmal                       | Weitere Bilder               |
| Wenzelsstraße 32 (Karte) | Wohn- und Geschäftshaus      | | 094 80789          | Baudenkmal                       | BW                           |
| Wenzelsstraße 33 (Karte) | Wohn- und Geschäftshaus      | | 094 80790          | Baudenkmal                       | Weitere Bilder               |
| Wenzelsstraße 36 (Karte) | Wohn- und Geschäftshaus      | | 094 80792          | Baudenkmal                       | Weitere Bilder               |
| Wenzelsstraße 37 (Karte) | Wohn- und Geschäftshaus      | | 094 80793          | Baudenkmal                       | Weitere Bilder               |
| Wenzelsstraße 38 (Karte) | Wohn- und Geschäftshaus      | | 094 80794          | Baudenkmal                       | Weitere Bilder               |
| Wenzelsstraße 39 (Karte) | Wohn- und Geschäftshaus      | | 094 80795          | Baudenkmal                       | Weitere Bilder               |
| Wenzelsstraße 40 (Karte) | Wohnhaus                     | | 094 80796          | Baudenkmal                       | Weitere Bilder               |
| Wenzelsstraße 41 (Karte) | Wohn- und Geschäftshaus      | | 094 80797          | Baudenkmal                       | Weitere Bilder               |

#### Ratsvorstadt
| Lage                                                           | Bezeichnung             | Beschreibung | Erfassungs- nummer | Ausweisungsart                   | Bild           |
| -------------------------------------------------------------- | ----------------------- | --- | ------------------ | -------------------------------- | -------------- |
| Am Salztor 1, Kramerplatz 4 bis 17 (Karte)                     | Platz                   | Westlicher Bereich des Kramerplatzes, geschlossene Häuserzeile mit Bausubstanz des 17.–19. Jh. | 094 83251          | Denkmalbereich                   | Weitere Bilder |
| Am Salztor 1 bis 9 (Karte)                                     | Platz                   | | 094 80647          | Denkmalbereich                   | Weitere Bilder |
| Am Salztor 5 (Karte)                                           | Gefängnis               | | 094 80648          | Baudenkmal                       | Weitere Bilder |
| Am Salztor 7, Buchholzstraße 1 bis 10, 12 bis 50 (Karte)       | Straßenzug              | Straßenzug | 094 80654          | Teilobjekt eines Denkmalbereichs | Weitere Bilder |
| Am Salztor 8, 9 (Karte)                                        | Toranlage               | Salztor, zwei klassizistische Torhäuser, 1835 anstelle des mittelalterlichen Salztors errichtet | 094 80651          | Baudenkmal                       | Weitere Bilder |
| Am Salztor (Karte)                                             | Ehrenmal                | 1960 errichtet für die im März 1920 bei Kämpfen zur Niederschlagung des Kapp-Putsches gefallenen Arbeiter | 094 30056          | Baudenkmal                       | Weitere Bilder |
| Kramerplatz 4 (Karte)                                          | Apotheke                | Adler-Apotheke | 094 83252          | Baudenkmal                       | Weitere Bilder |
| Kramerplatz 5 (Karte)                                          | Wohn- und Geschäftshaus | | 094 83253          | Baudenkmal                       | Weitere Bilder |
| Kramerplatz 6, Michaelisstraße 1 bis 41/44, 45 bis 105 (Karte) | Straßenzug              | | 094 83162          | Denkmalbereich                   | Weitere Bilder |
| Kramerplatz 6, Michaelisstraße 104, 105 (Karte)                | Hospital                | Das Hospital zu St. Jakob und zum Hl. Geist ist ein ausgedehnter Gebäudekomplex auf einem Eckgrundstück. Es wurde als Spital zu St. Jakob in der ersten Hälfte des 14. Jahrhunderts gegründet und 1395 umgebaut. Ein weiterer Umbau erfolgte im 18. Jahrhundert nach einem Brand 1714. Im Jahr 1836 wurde das Spital mit dem abgebrochenen Hospital zur heute bestehenden Gesamtanlage vereinigt. | 094 83164          | Baudenkmal                       | Weitere Bilder |
| Kramerplatz 7 (Karte)                                          | Wohnhaus                | | 094 83255          | Baudenkmal                       | Weitere Bilder |
| Kramerplatz 8 (Karte)                                          | Wohnhaus                | | 094 83256          | Baudenkmal                       | Weitere Bilder |
| Kramerplatz 9 (Karte)                                          | Wohnhaus                | | 094 83257          | Baudenkmal                       | Weitere Bilder |
| Kramerplatz 10 (Karte)                                         | Wohnhaus                | | 094 83258          | Baudenkmal                       | Weitere Bilder |
| Kramerplatz 11 (Karte)                                         | Wohnhaus                | | 094 83259          | Baudenkmal                       | Weitere Bilder |
| Kramerplatz 13 (Karte)                                         | Schule                  | Salztorschule | 094 83261          | Baudenkmal                       | Weitere Bilder |
| Lindenhof 2 bis 19 (Karte)                                     | Straßenzug              | | 094 83161          | Denkmalbereich                   | Weitere Bilder |
| Michaelisstraße 40 (Karte)                                     | Wohn- und Geschäftshaus | | 107 20007          | Baudenkmal                       | Weitere Bilder |
| Michaelisstraße 41 bis 44 (Karte)                              | Wohnheim                | | 094 83163          | Baudenkmal                       | Weitere Bilder |
| Michaelisstraße 51 (Karte)                                     | Wohnhaus                | | 094 30458          | Baudenkmal                       | BW             |
| Michaelisstraße 91 (Karte)                                     | Wohn- und Geschäftshaus | Vorstadtbereich, geschlossene Straßenrandbebauung | 107 20018          | Baudenkmal                       | Weitere Bilder |
| Moritzberg (Karte)                                             | Kirche St. Moritz       | | 094 83151          | Baudenkmal                       | Weitere Bilder |
| Moritzberg 1-12, 23-29, 31 (Karte)                             | Straßenzug              | | 094 83147          | Denkmalbereich                   | Weitere Bilder |
| Moritzberg 1, 1a (Karte)                                       | Schule                  | | 107 20006          | Baudenkmal                       | Weitere Bilder |
| Moritzberg 12 (Karte)                                          | Wohnhaus                | | 094 83148          | Baudenkmal                       | Weitere Bilder |
| Moritzberg 26 (Karte)                                          | Villa                   | | 094 83150          | Baudenkmal                       | Weitere Bilder |
| Moritzberg 31 (Karte)                                          | Pfarrhaus               | | 094 83149          | Baudenkmal                       | Weitere Bilder |
| Moritzplatz 7, 8, 9 (Karte)                                    | Siedlung Lindenhof      | | 094 83152          | Baudenkmal                       | Weitere Bilder |
| Moritzplatz 10 (Karte)                                         | Kinderheim              | Moritzkindergarten | 094 83153          | Baudenkmal                       | BW             |
| Moritzstraße 2 bis 14, 15b, 16 bis 63 (Karte)                  | Straßenzug              | | 094 83154          | Denkmalbereich                   | BW             |
| Neuengüter 1 bis 37 (Karte)                                    | Straßenzug              | | 094 83157          | Denkmalbereich                   | Weitere Bilder |
| Othmarsplatz 1, 1a, 2 bis 10, 14 (Karte)                       | Platz                   | | 094 83155          | Denkmalbereich                   | Weitere Bilder |
| Othmarsplatz 14 (Karte)                                        | Othmars-Kirche          | Pfarrkirche der Ratsvorstadt, 1691-1699 anstelle eines mittelalterlichen Baus neu errichtet | 094 83156          | Baudenkmal                       | Weitere Bilder |

#### Bürgergartenviertel
| Lage | Bezeichnung      | Beschreibung                                                         | Erfassungs- nummer | Ausweisungsart                   | Bild           |
| --- | ---------------- | -------------------------------------------------------------------- | ------------------ | -------------------------------- | -------------- |
| Buchholzstraße, Bürgergartenstraße, Charlottenstraße, Claudiusstraße, Friedensstraße, Goetheweg, Hochstraße, Jahnstraße, Jakobsring 1, 2, 2a, 3, Kirschberg, Ludwig-van-Beethoven-Straße, Luisenstraße, Oscar-Wilde-Straße 3, 5, 8, 10, Parkstraße 1 bis 19, 21, Theodor-Körner-Straße, Wenzelsring 1 bod 4, 7, 8, 8a, 9 bis 12, Wilhelm-Breithaupt-Straße, Südlich an den Altstadtbereich der Ratsstadt anschließend (Karte) | Stadterweiterung | Bürgergartenviertel                                                  | 094 30534          | Denkmalbereich                   | Weitere Bilder |
| Buchholzgraben 8 (Karte) | Wohnhaus         |                                                                      | 094 80653          | Baudenkmal                       | BW             |
| Buchholzstraße 4 (Karte) | Villa            |                                                                      | 094 30053          | Baudenkmal                       | Weitere Bilder |
| Buchholzstraße 10 (Karte) | Villa            |                                                                      | 094 30103          | Baudenkmal                       | Weitere Bilder |
| Buchholzstraße 12a (Karte) | Villa            |                                                                      | 094 80655          | Baudenkmal                       | Weitere Bilder |
| Buchholzstraße 14 (Karte) | Villa            |                                                                      | 094 80656          | Baudenkmal                       | Weitere Bilder |
| Buchholzstraße 17 (Karte) | Wohnhaus         |                                                                      | 094 30078          | Baudenkmal                       | Weitere Bilder |
| Buchholzstraße 18 (Karte) | Villa            |                                                                      | 094 81138          | Baudenkmal                       | Weitere Bilder |
| Buchholzstraße 19 (Karte) | Wohnhaus         |                                                                      | 094 30081          | Baudenkmal                       | Weitere Bilder |
| Buchholzstraße 21 (Karte) | Villa            |                                                                      | 094 80657          | Baudenkmal                       | Weitere Bilder |
| Buchholzstraße 26 (Karte) | Wohnhaus         |                                                                      | 094 30080          | Baudenkmal                       | Weitere Bilder |
| Buchholzstraße 27 (Karte) | Wohnhaus         |                                                                      | 094 30079          | Baudenkmal                       | Weitere Bilder |
| Buchholzstraße 33, 34 (Karte) | Wohnhaus         |                                                                      | 094 30082          | Baudenkmal                       | Weitere Bilder |
| Buchholzstraße 35 (Karte) | Villa            |                                                                      | 094 98114          | Baudenkmal                       | BW             |
| Buchholzstraße 39 (Karte) | Villa            |                                                                      | 094 30113          | Baudenkmal                       | Weitere Bilder |
| Buchholzstraße 40 (Karte) | Villa            |                                                                      | 094 84392          | Baudenkmal                       | Weitere Bilder |
| Buchholzstraße 41, Straßenecke Buchholzstraße/Parkstraße (Karte) | Villa            |                                                                      | 107 20020          | Baudenkmal                       | Weitere Bilder |
| Bürgergartenstraße 1 bis 11, 11a, 12 bis 30, 32, 34, Ludwig-van-Beethoven-Straße 2A, Theodor-Körner-Straße 15, 15 (Karte) | Straßenzug       | Straßenzug                                                           | 094 80658          | Teilobjekt eines Denkmalbereichs | Weitere Bilder |
| Bürgergartenstraße 1 (Karte) | Villa            |                                                                      | 094 80659          | Baudenkmal                       | Weitere Bilder |
| Bürgergartenstraße 5 (Karte) | Villa            |                                                                      | 094 80660          | Baudenkmal                       | Weitere Bilder |
| Bürgergartenstraße 11a, Parkstraße 1 (Karte) | Villa            |                                                                      | 094 80661          | Baudenkmal                       | Weitere Bilder |
| Bürgergartenstraße 21 (Karte) | Villa Voigt      | Villa                                                                | 094 80662          | Baudenkmal                       | Villa Voigt    |
| Bürgergartenstraße 31 | Gaststätte       | Gaststätte 2024 als Denkmal ausgewiesen                              | 094 18919          | Baudenkmal                       |                |
| Charlottenstraße 1 bis 8 (Karte) | Straßenzeile     | Straßenzeile                                                         | 094 80663          | Teilobjekt eines Denkmalbereichs | Weitere Bilder |
| Charlottenstraße 8 (Karte) | Villa            |                                                                      | 094 30067          | Baudenkmal                       | BW             |
| Claudiusstraße 1 bis 19 (Karte) | Straßenzug       | Straßenzug                                                           | 094 80664          | Teilobjekt eines Denkmalbereichs | Weitere Bilder |
| Claudiusstraße 7 (Karte) | Pavillon         |                                                                      | 094 30077          | Baudenkmal                       | BW             |
| Claudiusstraße 14 (Karte) | Wohnhaus         |                                                                      | 094 30057          | Baudenkmal                       | BW             |
| Claudiusstraße 17 (Karte) | Villa            |                                                                      | 094 30104          | Baudenkmal                       | BW             |
| Claudiusstraße 18 (Karte) | Villa            |                                                                      | 094 80665          | Baudenkmal                       | BW             |
| Claudiusstraße 19 (Karte) | Villa            |                                                                      | 094 30105          | Baudenkmal                       | Villa          |
| Friedensstraße 2, 3, 4, 5/7, 6, 9, 11, 13 (Karte) | Straßenzug       | Straßenzug                                                           | 094 80671          | Teilobjekt eines Denkmalbereichs | Weitere Bilder |
| Goetheweg 2, 3 (Karte) | Straßenzug       | Straßenzug                                                           | 094 80666          | Teilobjekt eines Denkmalbereichs | Weitere Bilder |
| Hochstraße 1, 2, 4, 6, 8, 9, Claudiusstraße 8 (Karte) | Straßenzug       | Straßenzug                                                           | 094 80667          | Teilobjekt eines Denkmalbereichs | Weitere Bilder |
| Hochstraße 1 (Karte) | Villa Mundt      | Villa                                                                | 094 80668          | Baudenkmal                       | BW             |
| Hochstraße 2 (Karte) | Villa Alexander  | repräsentative Villa aus dem Jahr 1912, 2017 als Denkmal ausgewiesen | 107 05082          | Baudenkmal                       | Weitere Bilder |
| Hochstraße 9 (Karte) | Villa            |                                                                      | 094 84005          | Baudenkmal                       | BW             |
| Jahnstraße 1, 2, 3 (Karte) | Straßenzug       |                                                                      | 094 30123          | Denkmalbereich                   | Weitere Bilder |
| Jahnstraße 1 (Karte) | Villa            |                                                                      | 094 80672          | Baudenkmal                       | Weitere Bilder |
| Jahnstraße 2 (Karte) | Villa            |                                                                      | 094 80673          | Baudenkmal                       | Weitere Bilder |
| Jahnstraße 3 (Karte) | Villa            |                                                                      | 094 80682          | Baudenkmal                       | Weitere Bilder |
| Jakobsring 1, 2, 2a, 3 (Karte) | Straßenzeile     | Straßenzeile                                                         | 094 80674          | Teilobjekt eines Denkmalbereichs | Weitere Bilder |
| Jakobsring 2 (Karte) | Wohnhaus         |                                                                      | 094 80675          | Baudenkmal                       | Weitere Bilder |
| Kirschberg 1, 2, 4, 6, 8, 12, Hinter der Vogelstange 2 (Karte) | Straßenzug       | Straßenzug                                                           | 094 80681          | Teilobjekt eines Denkmalbereichs | Straßenzug     |
| Kirschberg 2 (Karte) | Villa            |                                                                      | 094 80683          | Baudenkmal                       | Weitere Bilder |
| Kirschberg 8 (Karte) | Villa            |                                                                      | 094 30106          | Baudenkmal                       | Weitere Bilder |
| Kirschberg 12 (Karte) | Villa            | Haus Hoeltz                                                          | 094 30058          | Baudenkmal                       | Weitere Bilder |
| Ludwig-van-Beethoven-Straße 2 bis 12 (Karte) | Straßenzug       | Straßenzug                                                           | 094 80687          | Teilobjekt eines Denkmalbereichs | BW             |
| Ludwig-van-Beethoven-Straße 8 (Karte) | Wohnhaus         |                                                                      | 094 30587          | Baudenkmal                       | BW             |
| Luisenstraße 2 bis 17, 17a, 18 bis 29, Seyferthstraße 1 (Karte) | Straßenzug       | Straßenzug                                                           | 094 80689          | Teilobjekt eines Denkmalbereichs | Weitere Bilder |
| Luisenstraße 7 (Karte) | Villa            |                                                                      | 094 30492          | Baudenkmal                       | Weitere Bilder |
| Luisenstraße 12 (Karte) | Villa            |                                                                      | 094 80690          | Baudenkmal                       | Weitere Bilder |
| Luisenstraße 13 (Karte) | Wohnhaus         |                                                                      | 094 30107          | Baudenkmal                       | Weitere Bilder |
| Luisenstraße 14 (Karte) | Villa            |                                                                      | 094 80691          | Baudenkmal                       | Weitere Bilder |
| Luisenstraße 16 (Karte) | Villa            |                                                                      | 094 80692          | Baudenkmal                       | Weitere Bilder |
| Luisenstraße 17 (Karte) | Villa            |                                                                      | 094 80693          | Baudenkmal                       | Weitere Bilder |
| Luisenstraße 17a (Karte) | Villa            |                                                                      | 094 80694          | Baudenkmal                       | Weitere Bilder |
| Oscar-Wilde-Straße 3, 5, 8, 10 (Karte) | Häusergruppe     | Häusergruppe                                                         | 094 80695          | Teilobjekt eines Denkmalbereichs | Weitere Bilder |
| Parkstraße 1 bis 21 (Karte) | Straßenzug       | Straßenzug                                                           | 094 80696          | Teilobjekt eines Denkmalbereichs | Weitere Bilder |
| Theodor-Körner-Straße 2a (Karte) | Villa            |                                                                      | 094 80700          | Baudenkmal                       | Weitere Bilder |
| Theodor-Körner-Straße 2b (Karte) | Villa            |                                                                      | 094 80701          | Baudenkmal                       | Weitere Bilder |
| Theodor-Körner-Straße 7 bis 10 (Karte) | Häusergruppe     | Häusergruppe                                                         | 094 80699          | Teilobjekt eines Denkmalbereichs | Weitere Bilder |
| Theodor-Körner-Straße 10 (Karte) | Wohnhaus         |                                                                      | 094 30124          | Baudenkmal                       | Weitere Bilder |
| Wenzelsring 1, 2, 3 (Karte) | Straßenzeile     | Straßenzeile                                                         | 094 80703          | Teilobjekt eines Denkmalbereichs | Weitere Bilder |
| Wenzelsring 7, 8, 8a, 9 bis 12 (Karte) | Straßenzeile     | Straßenzeile                                                         | 094 80704          | Teilobjekt eines Denkmalbereichs | BW             |
| Wenzelsring 9 (Karte) | Villa            |                                                                      | 094 30098          | Baudenkmal                       | BW             |
| Wenzelsring 12 (Karte) | Wohnhaus         |                                                                      | 094 30074          | Baudenkmal                       | Weitere Bilder |
| Wilhelm-Breithaupt-Straße 2 bis 25 (Karte) | Straßenzug       | Straßenzug                                                           | 094 80652          | Teilobjekt eines Denkmalbereichs | BW             |
| Wilhelm-Breithaupt-Straße 3, 5 (Karte) | Wohnhaus         |                                                                      | 094 30068          | Baudenkmal                       | BW             |
| Wilhelm-Breithaupt-Straße 9 (Karte) | Wohnhaus         |                                                                      | 094 30069          | Baudenkmal                       | BW             |
| Wilhelm-Breithaupt-Straße 16 (Karte) | Wohnhaus         |                                                                      | 094 30070          | Baudenkmal                       | BW             |
| Wilhelm-Breithaupt-Straße 18 (Karte) | Wohnhaus         |                                                                      | 094 30072          | Baudenkmal                       | BW             |
| Wilhelm-Breithaupt-Straße 20 (Karte) | Wohnhaus         |                                                                      | 094 30073          | Baudenkmal                       | BW             |

#### Restliche Kernstadt
| Lage | Bezeichnung                           | Beschreibung | Erfassungs- nummer | Ausweisungsart                   | Bild |
| --- | ------------------------------------- | --- | ------------------ | -------------------------------- | --- |
| Koordinaten fehlen! Hilf mit. | Denkmal                               | Denkmal 2024 als Denkmal ausgewiesen | 094 18995          | Baudenkmal                       | |
| Koordinaten fehlen! Hilf mit. | Gedenkstein                           | Gedenkstein 2024 als Denkmal ausgewiesen | 094 18993          | Kleindenkmal                     | |
| Koordinaten fehlen! Hilf mit. | Denkmal                               | Denkmal 2024 als Denkmal ausgewiesen | 094 18992          | Baudenkmal                       | |
| Koordinaten fehlen! Hilf mit. | Denkmal                               | Denkmal 2024 als Denkmal ausgewiesen | 094 18991          | Kleindenkmal                     | |
| Koordinaten fehlen! Hilf mit. | Denkmal                               | Denkmal 2024 als Denkmal ausgewiesen | 094 18994          | Baudenkmal                       | |
| Albrecht-Dürer-Straße 1, 2, 2a, 3 bis 12 (Karte) | Albrecht-Dürer-Straße                 | Straßenzeile Naumburger Vorstadtstraße mit repräsentativen, teilweise villenarten Wohnhäusern aus der späten Gründerzeit                                 | 094 80646          | Denkmalbereich                   | Weitere Bilder |
| Am Georgentor 1 bis 18 (Karte) | Siedlung                              | Georgenbergsiedlung, an Stelle der „Neuen Burg“ im Stil barocker Schlossanlagen 1928 von F. Hoßfeld in barockisierenden Expressionismus-Formen errichtet | 094 83268          | Baudenkmal                       | Weitere Bilder |
| Am Ostbahnhof 2, Burgstraße 10, 11a, 12a, 14 bis 22, 22a, 23, 23a, 25, 27, 29, 31, 33, 35, 36, 38 bis 64, 64a, 65, 66, 66a, 67 bis 70, Graf-Stauffenberg-Straße 21, 24 (Karte) | Straßenzug                            | | 094 83177          | Denkmalbereich                   | BW |
| Am Ostbahnhof (Karte) | Bahnhof                               | Ostbahnhof, typisches Bahnhofsgebäude an der Nebenstrecke nach Zeitz, Ziegelbau mit Werksteinelementen, 1900 errichtet                                   | 094 83166          | Baudenkmal                       | Weitere Bilder |
| Auenblick 26, 28, Hallesche Straße 71, 73, 73a, 73b, Am nordöstlichen Stadtrand (Karte)                                                                                        | Gutshof                               | Gut Haus Berglinden | 094 30493          | Denkmalbereich                   | BW |
| Auenblick 26 (Karte) | Villa                                 | | 094 30116          | Baudenkmal                       | BW |
| Auenblick 28 (Karte) | Villa                                 | Haus Berglinden | 094 83145          | Baudenkmal                       | BW |
| August-Bebel-Straße 1 (Karte) | Villa                                 | | 094 83296          | Baudenkmal                       | BW |
| August-Bebel-Straße 13 bis 21 (Karte) | Straßenzug                            | | 094 83297          | Denkmalbereich                   | BW |
| August-Bebel-Straße 16 (Karte) | Villa                                 | | 107 05073          | Baudenkmal                       | BW |
| August-Bebel-Straße 26 bis 33 (Karte) | Straßenzeile                          | | 094 83298          | Denkmalbereich                   | BW |
| Bahnhofstraße 46 (Karte) | Bahnhof                               | Hauptbahnhof Naumburg | 094 83818          | Baudenkmal                       | Weitere Bilder |
| Barbara-Straße, Oststraße (Karte) | Kaserne                               | Barbara-Kaserne | 094 83167          | Denkmalbereich                   | BW |
| Bergstraße (Karte) | Kriegerdenkmal                        | Jägerdenkmal | 094 83914          | Baudenkmal                       | Kriegerdenkmal |
| Südlich des Buchholzes (Karte) | Grenzstein                            | | 094 30456          | Kleindenkmal                     | BW |
| Buchholzgraben, Im Buchholz, ca. 1,5 km südlich der Stadt (Karte) | Grenzstein                            | | 094 30186          | Kleindenkmal                     | BW |
| Burgstraße 1 (Karte) | Villa                                 | | 094 83168          | Baudenkmal                       | BW |
| Burgstraße 67 (Karte) | Wohnhaus                              | | 107 05058          | Baudenkmal                       | BW |
| Burgstraße 69 (Karte) | Wohnhaus                              | | 094 30076          | Baudenkmal                       | BW |
| Curt-Becker-Platz 1 (Karte) | Wohnhaus                              | | 094 80831          | Baudenkmal                       | BW |
| Curt-Becker-Platz 3 (Karte) | Schule                                | Alexander-von-Humboldt-Schule | 094 83291          | Baudenkmal                       | Weitere Bilder |
| Curt-Becker-Platz 5 (Karte) | Theater                               | Reichskrone | 094 83299          | Baudenkmal                       | Weitere Bilder |
| Curt-Becker-Platz 6 (Karte) | Wohnhaus                              | Generalstaatsanwaltschaft Naumburg | 094 80832          | Baudenkmal                       | Weitere Bilder |
| Curt-Becker-Platz Weißenfelser Straße | Denkmal                               | Ich bin das Schwert… | 094 83916          | Baudenkmal                       | |
| Eckardtstraße 1 bis 4, 5b, 6, 7, 32, 33 (Karte) | Straßenzeile                          | | 094 80669          | Denkmalbereich                   | BW |
| Fichtestraße 1 Kösener Straße 42, 44, 46, 48 (Karte) | Straßenzeile                          | | 094 83190          | Denkmalbereich                   | [[Vorlage:Bilderwunsch/code!/C:51.152523,11.791264!/D:Fichtestraße 1 Kösener Straße 42, 44, 46, 48,!/\|BW]]                               |
| Flemminger Weg 3 Jenaer Straße 16, 18, 20, 22, 24, 26, 28, 30, 32, 34 (Karte)                                                                                                  | Straßenzeile                          | | 094 80679          | Denkmalbereich                   | [[Vorlage:Bilderwunsch/code!/C:51.148226,11.800121!/D:Flemminger Weg 3 Jenaer Straße 16, 18, 20, 22, 24, 26, 28, 30, 32, 34,!/\|BW]]      |
| Flemminger Weg 15, 17, 19, 21, 23, 25 (Karte) | Siedlung                              | | 094 83187          | Denkmalbereich                   | BW |
| Flemminger Weg 55 Das Stadtbild weithin beherrschend auf dem südlichen Saalehochufer (Karte)                                                                                   | Mühle                                 | | 094 83281          | Baudenkmal                       | Weitere Bilder |
| Flemminger Weg 85 (Karte) | Villa                                 | | 094 83282          | Baudenkmal                       | BW |
| Franz-Julius-Haenel-Straße 4 | Hofanlage                             | Hofanlage 2024 als Denkmal ausgewiesen | 094 18998          | Baudenkmal                       | |
| Franz-Ludwig-Rasch-Straße 13 (Karte) | Wohnhaus                              | | 094 30109          | Baudenkmal                       | BW |
| Franz-Ludwig-Rasch-Straße 2 (Karte) | Wohnhaus                              | | 094 83127          | Baudenkmal                       | BW |
| Franz-Ludwig-Rasch-Straße 22 Peter-Paul-Straße 13 (Karte) | Häusergruppe                          | | 094 83128          | Denkmalbereich                   | [[Vorlage:Bilderwunsch/code!/C:51.159336,11.806977!/D:Franz-Ludwig-Rasch-Straße 22 Peter-Paul-Straße 13,!/\|BW]]                          |
| Frauenplan 6, 7 (Karte) | Wohnhaus                              | | 094 83309          | Baudenkmal                       | BW |
| Freier Blick 16 (Karte) | Wohnhaus                              | | 094 83184          | Baudenkmal                       | BW |
| Freier Blick 7, 9, 11 (Karte) | Siedlung                              | | 094 83185          | Denkmalbereich                   | BW |
| Friedrich-Nietzsche-Straße Taborstraße (Karte) | Skulptur                              | Familie | 094 83915          | Kleindenkmal                     | [[Vorlage:Bilderwunsch/code!/C:51.159205,11.810469!/D:Friedrich-Nietzsche-Straße Taborstraße,!/\|BW]]                                     |
| Georgenberg 7 (Karte) | Villa                                 | | 094 83270          | Baudenkmal                       | BW |
| Georgenberg 8 (Karte) | Villa                                 | | 094 83271          | Baudenkmal                       | BW |
| Graf-Stauffenberg-Straße 13, 15, 17 (Karte) | Straßenzeile                          | | 094 83169          | Denkmalbereich                   | BW |
| Grochlitzer Straße 11, 12 (Karte) | Villa                                 | Assmannsche Villa | 094 83302          | Baudenkmal                       | Weitere Bilder |
| Grochlitzer Straße 21 (Karte) | Villa                                 | | 094 83303          | Baudenkmal                       | BW |
| Grochlitzer Straße 40 (Karte) | Wohnhaus                              | | 094 83304          | Baudenkmal                       | BW |
| Grochlitzer Straße 43 (Karte) | Wohnhaus                              | | 094 83305          | Baudenkmal                       | BW |
| Grochlitzer Straße 50, 51 (Karte) | Museum                                | | 094 83306          | Baudenkmal                       | BW |
| Grochlitzer Straße 55 (Karte) | Wohnhaus                              | | 094 30102          | Baudenkmal                       | BW |
| Hallesche Straße Am Nordostrand der Stadt am Rande der Saaleniederung (Karte)                                                                                                  | Brücke                                | | 094 30578          | Baudenkmal                       | Brücke |
| Hallesche Straße 1 (Karte) | Wohnhaus                              | | 094 83170          | Baudenkmal                       | BW |
| Hallesche Straße 4 (Karte) | Villa                                 | | 094 83173          | Baudenkmal                       | BW |
| Hallesche Straße 10, 12, 14 bis 26, 28 bis 30, 30a, 31 bis 35, Jägerstraße 94 (Karte)                                                                                          | Straßenzug                            | | 094 83175          | Denkmalbereich                   | BW |
| Hallesche Straße 25 (Karte) | Villa                                 | | 094 83176          | Baudenkmal                       | BW |
| Hallesche Straße 36 (Karte) | Bauernhof                             | | 094 83174          | Baudenkmal                       | BW |
| Heinrich-von-Stephan-Platz 1 (Karte) | Villa                                 | | 094 83171          | Baudenkmal                       | Weitere Bilder |
| Heinrich-von-Stephan-Platz 6 (Karte) | Postamt                               | Hauptpostamt Naumburg | 094 83172          | Baudenkmal                       | Weitere Bilder |
| Hinter der Post 5 (Karte) | Wohnhaus                              | | 094 83178          | Baudenkmal                       | BW |
| Hospitalstraße 1 Schulstraße 1 bis 32, 38, 39 bis 45 (Karte) | Straßenzug                            | | 094 83158          | Denkmalbereich                   | [[Vorlage:Bilderwunsch/code!/C:51.150797,11.802025!/D:Hospitalstraße 1 Schulstraße 1 bis 32, 38, 39 bis 45,!/\|BW]]                       |
| Jakobsring 4 (Karte) | Vereinshaus                           | Schützenhaus | 094 83292          | Baudenkmal                       | Weitere Bilder |
| Jenaer Straße 2 (Karte) | Architekturdetail                     | | 094 80676          | Kleindenkmal                     | BW |
| Jenaer Straße 3 (Karte) | Wohnhaus                              | | 094 80677          | Baudenkmal                       | BW |
| Jenaer Straße 8 (Karte) | Villa                                 | | 094 80678          | Baudenkmal                       | BW |
| Jenaer Straße 22, 24, 26, 28, 30, 32, 34 (Karte) | Siedlung                              | | 094 80680          | Baudenkmal                       | BW |
| Jägerstraße 1, 3 Nordstraße 7 (Karte) | Kaserne                               | Neue Jägerkaserne | 094 83121          | Baudenkmal                       | [[Vorlage:Bilderwunsch/code!/C:51.158636,11.804215!/D:Jägerstraße 1, 3 Nordstraße 7,!/\|BW]]                                              |
| Jägerstraße 2, 4, 4a (Karte) | Straßenzeile                          | | 094 83122          | Denkmalbereich                   | BW |
| Jägerstraße 33 Ecklage (Karte) | Wohnhaus                              | | 107 20011          | Baudenkmal                       | [[Vorlage:Bilderwunsch/code!/C:51.158307,11.808426!/D:Jägerstraße 33 Ecklage,!/\|BW]]                                                     |
| Jägerstraße 4, 4a (Karte) | Kaserne                               | Alte Jägerkaserne | 094 83837          | Baudenkmal                       | Weitere Bilder |
| Jägerstraße 56, 58, 60 (Karte) | Straßenzeile                          | | 094 83125          | Denkmalbereich                   | BW |
| Jägerstraße 78, 80, 82, 84, 86, 88, 90, 92 (Karte) | Straßenzeile                          | | 094 83126          | Denkmalbereich                   | BW |
| Kösener Straße (Karte) | Brücke                                | Schweinsbrücke | 094 83838          | Baudenkmal                       | Brücke |
| Kösener Straße 1, 3 bis 6, 8, 12, 14 (Karte) | Straßenzug                            | | 094 83197          | Denkmalbereich                   | BW |
| Kösener Straße 14 (Karte) | Villa                                 | | 094 30117          | Baudenkmal                       | BW |
| Kösener Straße 19 (Karte) | Villa                                 | | 094 83196          | Baudenkmal                       | BW |
| Kösener Straße 19, 21, 23, 25, 27 (Karte) | Häusergruppe                          | Häusergruppe, am 9. Dezember 2016 als Denkmal ausgewiesen                                                                                                |                    | Denkmalbereich                   | BW |
| Kösener Straße 23 (Karte) | Villa                                 | | 094 83195          | Baudenkmal                       | BW |
| Kösener Straße 26 (Karte) | Villa                                 | | 094 83188          | Baudenkmal                       | BW |
| Kösener Straße 30 (Karte) | Wohnhaus                              | | 094 83189          | Baudenkmal                       | BW |
| Kösener Straße 41 (Karte) | Krankenhaus                           | | 094 83194          | Baudenkmal                       | BW |
| Kösener Straße 42 (Karte) | Villa                                 | | 094 83191          | Baudenkmal                       | BW |
| Kösener Straße 43 (Karte) | Wohnhaus                              | | 094 83193          | Baudenkmal                       | BW |
| Kösener Straße 47 (Karte) | Villa                                 | | 094 83192          | Baudenkmal                       | BW |
| Kösener Straße 50, 52 (Karte) | Kadettenanstalt                       | | 094 83198          | Baudenkmal                       | Weitere Bilder |
| Kösener Straße 53 (Karte) | Villa                                 | | 094 83201          | Baudenkmal                       | BW |
| Kösener Straße 55 (Karte) | Villa                                 | | 094 83200          | Baudenkmal                       | BW |
| Kösener Straße 65 (Karte) | Villa                                 | | 094 83199          | Baudenkmal                       | BW |
| Lepsiusstraße 6 (Karte) | Wohnhaus                              | | 094 80686          | Baudenkmal                       | BW |
| Lepsiusstraße 1, 3, 5, 7, 9, 11a, 15, 17 Parkstraße 46 (Karte) | Straßenzeile                          | | 094 80685          | Denkmalbereich                   | [[Vorlage:Bilderwunsch/code!/C:51.147846,11.801784!/D:Lepsiusstraße 1, 3, 5, 7, 9, 11a, 15, 17 Parkstraße 46,!/\|BW]]                     |
| Lepsiusstraße 15, 17 (Karte) | Wohnhaus                              | | 094 30075          | Baudenkmal                       | BW |
| Ludwig-van-Beethoven-Straße 11 (Karte) | Villa                                 | | 094 80688          | Baudenkmal                       | BW |
| Marienring 2 (Karte) | Wohnhaus                              | | 094 83293          | Baudenkmal                       | BW |
| Marienring 5 (Karte) | Wohnhaus                              | | 094 83294          | Baudenkmal                       | BW |
| Marienring 9 (Karte) | Gartenhaus                            | | 094 83295          | Baudenkmal                       | BW |
| Markgrafenwe, Roßbacher Straße (Karte) | Schlachthof                           | Schlachthof Naumburg | 094 30099          | Baudenkmal                       | Weitere Bilder |
| Mägdestieg 1 bis 9 (Karte) | Siedlung                              | | 094 83179          | Denkmalbereich                   | BW |
| Neidschützer Straße Im Bürgergartenpark (Karte) | Brunnenhaus                           | Wassertürmchen | 094 30033          | Baudenkmal                       | Weitere Bilder |
| Neidschützer Straße (Karte) | Park                                  | Bürgergartenpark | 094 30031          | Baudenkmal                       | Weitere Bilder |
| Neidschützer Straße (Karte) | Steinkreuz in der Neidschützer Straße | Gedenkstein | 094 83841          | Kleindenkmal                     | Steinkreuz in der Neidschützer Straße |
| Neidschützer Straße In Höhe der Jugendherberge | Wegweiser                             | | 094 30032          | Kleindenkmal                     | |
| Neidschützer Straße 1 Am Westhang des Bürgergartens über dem Buchholzgraben (Karte)                                                                                            | Villa                                 | | 094 30576          | Baudenkmal                       | [[Vorlage:Bilderwunsch/code!/C:51.14301,11.807653!/D:Neidschützer Straße 1 Am Westhang des Bürgergartens über dem Buchholzgraben,!/\|BW]] |
| Neidschützer Straße 3 | Wandbild                              | Wandbild 2024 als Denkmal ausgewiesen | 094 19031          | Baudenkmal                       | |
| Neidschützer Straße 19, 21, 23, 25 (Karte) | Straßenzeile                          | Straßenzeile | 094 83840          | Denkmalbereich                   | BW |
| Neidschützer Straße 31 (Karte) | Wohnheim                              | | 094 83839          | Baudenkmal                       | BW |
| Neidschützer Straße 71 (Karte) | Hotel                                 | Waldschloß | 094 83146          | Baudenkmal                       | BW |
| Nordstraße 11 bis 15 (Karte) | Verwaltungsgebäude                    | | 094 83124          | Baudenkmal                       | BW |
| Oststraße 2, 2a, 3 bis 31 (Karte) | Straßenzug                            | | 094 83180          | Denkmalbereich                   | Weitere Bilder |
| Parkstraße 36 (Karte) | Villa                                 | | 094 80698          | Baudenkmal                       | BW |
| Pestalozzistraße 24 (Karte) | Villa                                 | | 094 83283          | Baudenkmal                       | BW |
| Postring (Karte) | Gedenkstätte                          | Gedenkstätte 2020 als Denkmal eingetragen | 107 05107          | Baudenkmal                       | BW |
| Postring, Poststraße, Windmühlenstraße (Karte) | Park                                  | Park, 2018 als Baudenkmal ausgewiesen | 107 05087          | Baudenkmal                       | BW |
| Postring 1, 1a, 2 bis 15 (Karte) | Straßenzeile                          | Straßenzeile | 094 80726          | Teilobjekt eines Denkmalbereichs | BW |
| Poststraße (Karte) | Depot                                 | Straßenbahndepot | 094 83133          | Baudenkmal                       | Weitere Bilder |
| Poststraße 1 (Karte) | Schule                                | Marienschule | 094 83134          | Baudenkmal                       | Schule |
| Poststraße 11 (Karte) | Wohnhaus                              | | 094 30059          | Baudenkmal                       | BW |
| Poststraße 25 (Karte) | Wohnhaus                              | | 094 83135          | Baudenkmal                       | BW |
| Poststraße 27 (Karte) | Villa                                 | | 094 83136          | Baudenkmal                       | BW |
| Poststraße 30 (Karte) | Villa                                 | | 094 83137          | Baudenkmal                       | BW |
| Poststraße 33 bis 45 (Karte) | Straßenzeile                          | | 094 83138          | Denkmalbereich                   | BW |
| Rosa-Luxemburg-Straße 3 (Karte) | Wohnhaus                              | | 094 83284          | Baudenkmal                       | BW |
| Roßbacher Straße 20 (Karte) | Wohnhaus                              | | 094 83954          | Baudenkmal                       | BW |
| Schillerstraße 2 (Karte) | Wohnhaus                              | Haus Bindewald | 094 30111          | Baudenkmal                       | BW |
| Schulstraße 1 (Karte) | Schule                                | Jan Hus Schule | 094 83160          | Baudenkmal                       | Weitere Bilder |
| Schulstraße 10 (Karte) | Brunnen                               | | 094 30127          | Baudenkmal                       | BW |
| Schulstraße 16 (Karte) | Friedhof                              | Othmarsfriedhof | 094 83159          | Denkmalbereich                   | BW |
| Schönburger Straße 1 (Karte) | Villa                                 | | 094 83308          | Baudenkmal                       | BW |
| Schönburger Straße 3 (Karte) | Villa                                 | | 094 30114          | Baudenkmal                       | BW |
| Schönburger Straße 5 (Karte) | Villa                                 | | 094 83307          | Baudenkmal                       | BW |
| Seminarstraße 1 (Karte) | Schule                                | Domgymnasium | 094 83182          | Baudenkmal                       | Weitere Bilder |
| Spechsart 7 (Karte) | Villa                                 | | 094 83130          | Baudenkmal                       | BW |
| Spechsart 14, 16 (Karte) | Wohnhaus                              | | 094 83131          | Baudenkmal                       | BW |
| Spechsart 2, 4, 6 (Karte) | Villa                                 | | 094 83129          | Baudenkmal                       | BW |
| Spechsart 42b (Karte) | Villa                                 | | 094 83132          | Baudenkmal                       | BW |
| Steinkreuzweg 1 (Karte) | Forstamt                              | Forstamt, 2018 als Baudenkmal ausgewiesen | 107 05085          | Baudenkmal                       | BW |
| Thomas-Müntzer-Straße 22, 23 (Karte) | Schule                                | Lepsius-Gymnasium | 094 83181          | Baudenkmal                       | Schule |
| Weimarer Straße 1, 3, 5, 7, 9, 13, 15, 17, 19, 21, 23, 25, 27 (Karte) | Straßenzeile                          | | 094 80702          | Denkmalbereich                   | Weitere Bilder |
| Weißenfelser Straße 8 (Karte) | Hospital                              | | 094 83290          | Baudenkmal                       | BW |
| Weißenfelser Straße 15, 15a (Karte) | Elektrizitätswerk                     | Städtisches Elektrizitätswerk | 094 83289          | Baudenkmal                       | BW |
| Weißenfelser Straße 34, 38, 38a, 38b, 40, 40a, 40b, 42, 42a, 42b, 44, 44a, 44b (Karte)                                                                                         | Kaserne                               | Bismarck-Kaserne | 094 83286          | Denkmalbereich                   | BW |
| Weißenfelser Straße 43 (Karte) | Wohnhaus                              | | 094 83288          | Baudenkmal                       | BW |
| Weißenfelser Straße 67 (Karte) | Friedhof                              | Neuer Friedhof | 094 83287          | Denkmalbereich                   | Weitere Bilder |
| Wilhelm-Wagner-Straße 1 bis 9 (Karte) | Straßenzug                            | | 094 83266          | Denkmalbereich                   | Weitere Bilder |
| Wilhelm-Wagner-Straße 1, 9 (Karte) | Schule                                | Georgenschule | 094 83267          | Baudenkmal                       | Weitere Bilder |

### Ortsteile außerhalb der Kernstadt
Siehe Liste der Kulturdenkmale in Naumburg (Saale)/Ortsteile.

## Ehemalige Kulturdenkmale
Die nachfolgenden Objekte waren ursprünglich ebenfalls denkmalgeschützt oder wurden in der Literatur als Kulturdenkmale geführt. Die Denkmale bestehen heute jedoch nicht mehr, ihre Unterschutzstellung wurde aufgehoben oder sie werden nicht mehr als Denkmale betrachtet.
| Lage | Bezeichnung             | Beschreibung | Erfassungs- nummer | Ausweisungsart | Bild                    |
| --- | ----------------------- | --- | ------------------ | -------------- | ----------------------- |
| Bahnhofstraße 40, 42                                                                                                | Straßenzeile            | | 094 83140          |                |                         |
| Domplatz 12a | Wohnhaus                | | 094 83828          |                | Wohnhaus                |
| Fischstraße 5 | Wohnhaus                | | 094 80615          |                |                         |
| Fischstraße 6 | Wohnhaus                | | 094 80616          |                |                         |
| Georgenmauer | Stadtmauer              | Stadtmauer, wurde im Jahr 2014 ohne Genehmigung abgerissen und im Jahr 2015 dann aus dem Denkmalverzeichnis ausgetragen. | 094 83272          | Baudenkmal     | Weitere Bilder          |
| Heinrich-Heine-Straße 7, 9, Sieben Gleichen 1, 2, 3, 4, 5, 6, 7, 8, 9, 10, 11, 12                                   | Siedlung                | Sieben Gleichen | 094 83183          |                |                         |
| Herrenstraße 11 | Wohn- und Geschäftshaus | | 094 16993          |                |                         |
| Jakobsgasse 1 bis 31 (Karte)                                                                                        | Jakobsgasse             | Straßenzug Im Jahr 2021 aus dem Denkmalverzeichnis gestrichen. | 094 80823          | Denkmalbereich | BW                      |
| Kramerplatz 12 | Wohnhaus                | | 094 83260          |                |                         |
| Lindenring 47 | Wohnhaus                | | 094 30026          |                |                         |
| Marienstraße 25, 26                                                                                                 | Wohnhaus                | | 094 16303          |                |                         |
| Michaelisstraße 103 Vorstadtbereich; geschlossene Straßenrandbebauung                                               | Wohn- und Geschäftshaus | Wohn- und Geschäftshaus, nach genehmigtem Abbruch im Jahr 2015 aus dem Denkmalverzeichnis ausgetragen. | 107 20017          | Baudenkmal     |                         |
| Mühlgasse 15 | Wohn- und Geschäftshaus | | 094 80636          |                |                         |
| Neidschützer Straße 27 Versteckt am Abhang zwischen Neidschützer Straße und Buchholzgraben                          | Wohnhaus                | zweigeschossiges Gebäude von 1828, nach genehmigtem Abbruch wurde das Gebäude im Jahr 2017 aus dem Denkmalverzeichnis ausgetragen | 094 30577          | Baudenkmal     |                         |
| Neuer Steinweg 1 (Karte)                                                                                            | Wohnhaus                | Wohnhaus 2018 als Baudenkmal ausgewiesen Nach Baumaßnahmen ging die Denkmaleigenschaft verloren. 2023 erfolgte die Austragung aus dem Denkmalverzeichnis.                                                                                                  | 107 65015          | Baudenkmal     | BW                      |
| Reußenplatz 11 (Karte)                                                                                              | Wohnhaus                | | 094 16995          |                | BW                      |
| Rosa-Luxemburg-Straße 17, 19, 21, 23, 25, 27, 29, 31, 33, 35, 37, 39, 41, 43, 45, 47, Schönburger Straße 27 (Karte) | Straßenzeile            | | 094 83285          |                | BW                      |
| Salzgasse (Karte)                                                                                                   | Straßenzug              | Straßenzug Da keine Bebauung bestand, wurde die Salzgasse als eigener Denkmalbereich am 26. März 2020 gelöscht. Sie bleibt aber Bestandteil des Denkmalbereichs Ratsstadt.                                                                                 | 094 80761          | Denkmalbereich | BW                      |
| Salzstraße 35 (Karte)                                                                                               | Wohn- und Geschäftshaus | | 094 80754          |                | BW                      |
| Salzstraße 38 (Karte)                                                                                               | Wohn- und Geschäftshaus | | 094 80755          |                | BW                      |
| Salzstraße 40 (Karte)                                                                                               | Wohn- und Geschäftshaus | | 094 80757          |                | Wohn- und Geschäftshaus |
| Seyferthstraße 1 (Karte)                                                                                            | Kasino                  | Jägerkasino | 094 30457          |                | BW                      |
| Steinweg 26 (Karte)                                                                                                 | Wohnhaus                | Wohnhaus, nach Genehmigung abgerissen. Die Austragung aus dem Denkmalverzeichnis erfolgte im Jahr 2015. | 094 30088          | Baudenkmal     | BW                      |
| Steinweg 27 (Karte)                                                                                                 | Wohnhaus                | Wohnhaus, nach Genehmigung abgerissen. Die Austragung aus dem Denkmalverzeichnis erfolgte im Jahr 2015. | 094 30089          | Baudenkmal     | Wohnhaus                |
| Topfmarkt 13 (Karte)                                                                                                | Wohn- und Geschäftshaus | Wohn- und Geschäftshaus, nach Bauarbeiten im Zuge von Instandsetzungsmaßnahmen so verändert, dass die Denkmaleigenschaft verloren ging. Im Jahr 2016 erfolgte die Austragung aus dem Denkmalverzeichnis. Es ist aber weiterhin Teil eines Denkmalbereichs. | 094 80771          | Baudenkmal     | BW                      |
| Wenzelsstraße 1 (Karte)                                                                                             | Wohn- und Geschäftshaus | | 094 80776          |                | BW                      |
| Wenzelsstraße 3 (Karte)                                                                                             | Wohn- und Geschäftshaus | | 094 80778          |                | BW                      |
| Wenzelsstraße 10 (Karte)                                                                                            | Wohnhaus                | | 094 80780          |                | BW                      |
| Wenzelsstraße 23 (Karte)                                                                                            | Wohnhaus                | | 094 80783          |                | BW                      |
| Wenzelsstraße 26 (Karte)                                                                                            | Wohnhaus                | | 094 80786          |                | BW                      |
| Wenzelsstraße 31 (Karte)                                                                                            | Wohn- und Geschäftshaus | | 094 80788          |                | BW                      |
| Wenzelsstraße 34 (Karte)                                                                                            | Wohn- und Geschäftshaus | | 094 80791          |                | BW                      |
| Windmühlenstraße 1, 2, 4, 5 (Karte)                                                                                 | Straßenzug              | Straßenzug Nach den Abbrüchen der Häuser Nummer 3 und 5 wurde das Gebiet als eigenständiger Denkmalbereich am 23. März 2020 gelöscht. | 094 83277          | Denkmalbereich | Weitere Bilder          |

## Legende
In den Spalten befinden sich folgende Informationen:
- Lage: Nennt den Straßennamen und wenn vorhanden die Hausnummer des Kulturdenkmals. Die Grundsortierung der Liste erfolgt nach dieser Adresse. Der Link „Karte“ führt zu verschiedenen Kartendarstellungen und nennt die geographischen Koordinaten.
Link zu einem Kartenansichtstool, um Koordinaten zu setzen. In der Kartenansicht sind Baudenkmale ohne Koordinaten mit einem roten bzw. orangen Marker dargestellt und können in der Karte gesetzt werden. Baudenkmale ohne Bild sind mit einem blauen bzw. roten Marker gekennzeichnet, Baudenkmale mit Bild mit einem grünen bzw. orangen Marker.
- Offizielle Bezeichnung: Nennt den Namen, die Bezeichnung oder zumindest die Art des Kulturdenkmals und verlinkt, soweit vorhanden, auf den Artikel zum Objekt.
- Beschreibung: Nennt bauliche und geschichtliche Einzelheiten des Kulturdenkmals, vorzugsweise die Denkmaleigenschaften.
- Erfassungsnummer: Für jedes Kulturdenkmal wird in Sachsen-Anhalt eine 20stellige Erfassungsnummer vergeben. Die letzten zwölf Ziffern werden für die Untergliederung nach Teilobjekten genutzt und werden nur angegeben, soweit vergeben. In dieser Spalte kann sich folgendes Icon  befinden, dies führt zu Angaben zu diesem Baudenkmal bei Wikidata.
- Ausweisungsart: Die Einordnung des Denkmales nach § 2 Abs. 2 DenkmSchG LSA
- Bild: Ein Bild des Denkmales, und gegebenenfalls einen Link zu weiteren Fotos des Kulturdenkmals im Medienarchiv Wikimedia Commons. Wenn man auf das Kamerasymbol klickt, können Fotos zu Kulturdenkmalen aus dieser Liste hochgeladen werden: